# Berenguer Estanyol d'Empúries
Berenguer Estanyol d'Empúries va ser el vicari general del Ducat d'Atenes durant quatre anys des del 1312 al 1316. Va ser enviat allí per Frederic II de Sicília per governar en nom del seu fill menor Manfret, que va ser instal·lat per sol·licitud de la Gran Companyia Catalana.
Berenguer va arribar al Pireu el 1312 amb cinc galeres sicilianes per rellevar a Roger Desllor del govern. Berenguer va ser un governador capaç, que va enfortir la posició catalana en l'Àtica i la Beòcia. Va haver de lluitar contra els venecians de Negrepont, els romans d'Orient de Tessàlia (especialment els Ducas de Neopàtria), els francs d'Argos, on hi havia l'assentament de la branca Brienne de Foucherolles. Va tenir èxit en els seus esforços abans de patir una greu malaltia que li va durar molt temps abans que finalment li provoqués la mort el 1316. Va ser succeït com a vicari general per Alfons Frederic d'Aragó.